# Guta Habsburská
Guta (Jitka) Habsburská (13. března 1271 Rheinfelden – 18. června 1297 Praha) byla českou královnou, první manželkou Václava II.

## Původ

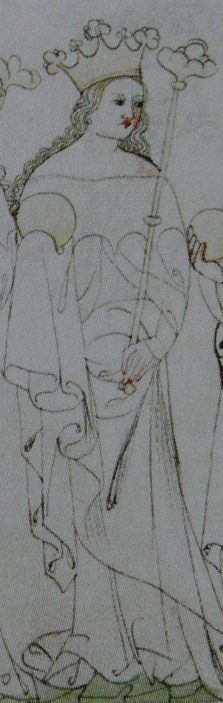
Guta Habsburská ve Zbraslavské kronice

Guta pocházela z rodu Habsburků, narodila se v manželství pozdějšího římského krále Rudolfa I. a Gertrudy z Hohenbergu. Již jako tříletá se stala objektem politických plánů svého otce, když byla na koncilu v Lyonu (1274) zaslíbena stejně starému vnuku Karla z Anjou. Není sice výslovně uvedeno, že se z šesti Rudolfových dcer jedná právě o Gutu, nicméně její zasnoubení dokazuje stručná zpráva v Basilejských análech a listina z 2. července 1275.
Když Rudolf Habsburský v roce 1276 v rámci vídeňských mírových smluv s Přemyslem Otakarem II. sjednal, že se některá z jeho dcer (jméno nebylo uvedeno) provdá za českého kralevice Václava, tehdy pětiletého, možná měl již tehdy na mysli Gutu, přestože byla stále oficiálně zasnoubena s Karlem Martelem.
Jednalo se o plán na další výhodný sňatek, který Rudolf I. sjednal pro své děti. Ostatní dcery totiž rovněž provdal do různých mocných rodů a sňatková politika byla mimo jiné jednou z jeho opor při získávání spojenců proti českému králi.

## Sňatek s Václavem II.
K formálnímu sňatku (zasnoubení) Václava a Guty došlo již roku 1279 v Jihlavě, druhý sňatek se uskutečnil počátkem roku 1285 v Chebu a nevěsta dostala jako věno „vévodství Rakouské od hranic moravských až k hranicím dunajským“ (Václav se ovšem nakonec těchto území nedočkal). Následovala slavnostní svatební noc, ale poté odvezl Rudolf svoji dospívající dceru nazpět do Německa. Prý kvůli hříchu, který ovládl pražský dvůr (měl tím na mysli nelegitimní soužití ovdovělé královny Kunhuty se Závišem z Falkenštejna). Ve skutečností tím držel Václava II. v šachu, protože bez manželky nemohl jako jediný žijící Přemyslovec zplodit legitimního dědice.
Jedna z hypotéz tvrdí, že na počest královny bylo pojmenováno město Jičín, nicméně v té době se používala pouze verze Guta, tedy se nezdá být pravděpodobná. Existují však prameny dokazující, že první písemná zmínka o Jičíně jako statku se objevila v Gutině listině z roku 1293.

## Na pražském dvoře

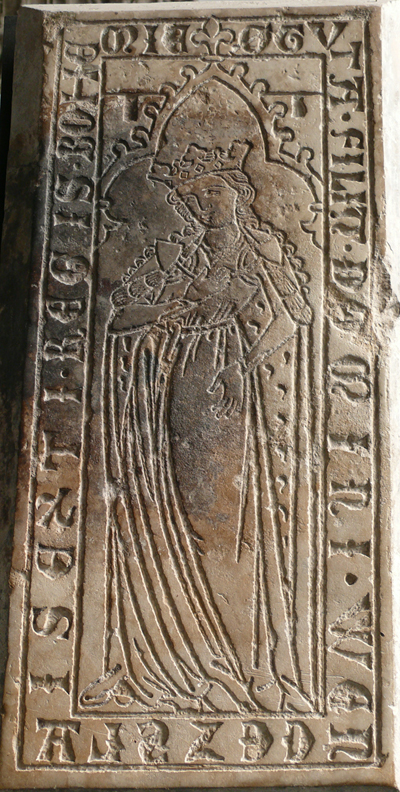
Náhrobek poslední dcery Guty († 1297) z Anežského kláštera, Lapidárium Národního muzea, Praha

Teprve když Václav II. ohlásil roku 1287 svoji královskou korunovaci (která se však tehdy neuskutečnila), přesídlila konečně v létě do Prahy i jeho choť Guta Habsburská. Kunhuta Uherská byla v té době již po smrti, a tak začala na Václavově dvoře brzy udávat tón právě mladá královna, podle zbraslavského kronikáře prý půvabná, vznešená a především nesmírně cudná a ctnostná paní.
| „                      | ...paní tak vlídná, nedotknutá Zlem, čili Dobrá nebo Guta... Pro svoje vzácné chování byla vám dána za paní. A její vlídnost neustále oblažuje i pana krále. | “ |
| — Ulrich von Etzenbach | |   |

Guta chovala stejně jako její otec velkou zášť k dobrodružnému Falkenštejnovi a patrně přispěla k tomu, že její choť přestal být otčímovi nakloněn a nakonec ho dal popravit. Guta byla především zastánkyní habsburských zájmů na pražském dvoře. Podporovala Václava v jeho zájmu o Polsko a byla také prostředníkem při urovnávání neshod mezi svým mužem a svým bratrem, pozdějším římským králem Albrechtem.
Teprve 2. června roku 1297 se v Praze uskutečnila již několikrát předtím plánovaná korunovace Václava II. a Guty. Slavnost byla velkolepá, ale šestadvacetiletou královnu, která od nedávného (již devátého) porodu churavěla, okázalý obřad, při němž musela být obtížena skvostným šatem a honosnými korunovačními šperky, k smrti unavil. Dva týdny poté (v šestinedělí) zemřela, stejně jako předtím její poslední dcera Guta.
Během desetiletého manželského soužití s Václavem II. dala Guta Habsburská život deseti dětem. Dospělého věku se dožili pouze druhorozený syn Václav III. (jeho sestra – dvojče Anežka zemřela), poslední přemyslovský král na českém trůně, a dcery Anna, Eliška a Markéta.
Neustálá těhotenství Gutu nesmírně vyčerpávala, poslední porod byl navíc patrně předčasný a měl přímý vliv na její předčasnou smrt.

## Potomci
- Přemysl Otakar (*/† 1288)
- Václav III. (6. října 1289 – 4. srpna 1306), český, polský a uherský král ∞ 1305 Viola Těšínská
- Anežka Přemyslovna (6. října 1289 – 1296) ∞ 1292 Ruprecht Nasavský
- Anna Přemyslovna (15. října 1290 – 3. září 1313), česká královna ∞ 1306 Jindřich Korutanský
- Eliška Přemyslovna (20. ledna 1292 – 28. září 1330), česká královna ∞ 1310 Jan Lucemburský
- Guta (1293–1294)
- Jan (*/† 1294)
- Jan (1295–1296)
- Markéta Přemyslovna (21. února 1296 – 8. dubna 1322), vratislavská a lehnická kněžna ∞ 1308 Boleslav III. Lehnický
- Guta (*/† 1297)